# Susana Freyre
Susana Guenola Zubiri (Rosario, 5 de septiembre de 1929), más conocida como Susana Freyre, es una actriz argentina de cine, teatro y televisión.

## Actividad artística
Su apellido materno es Vidal.

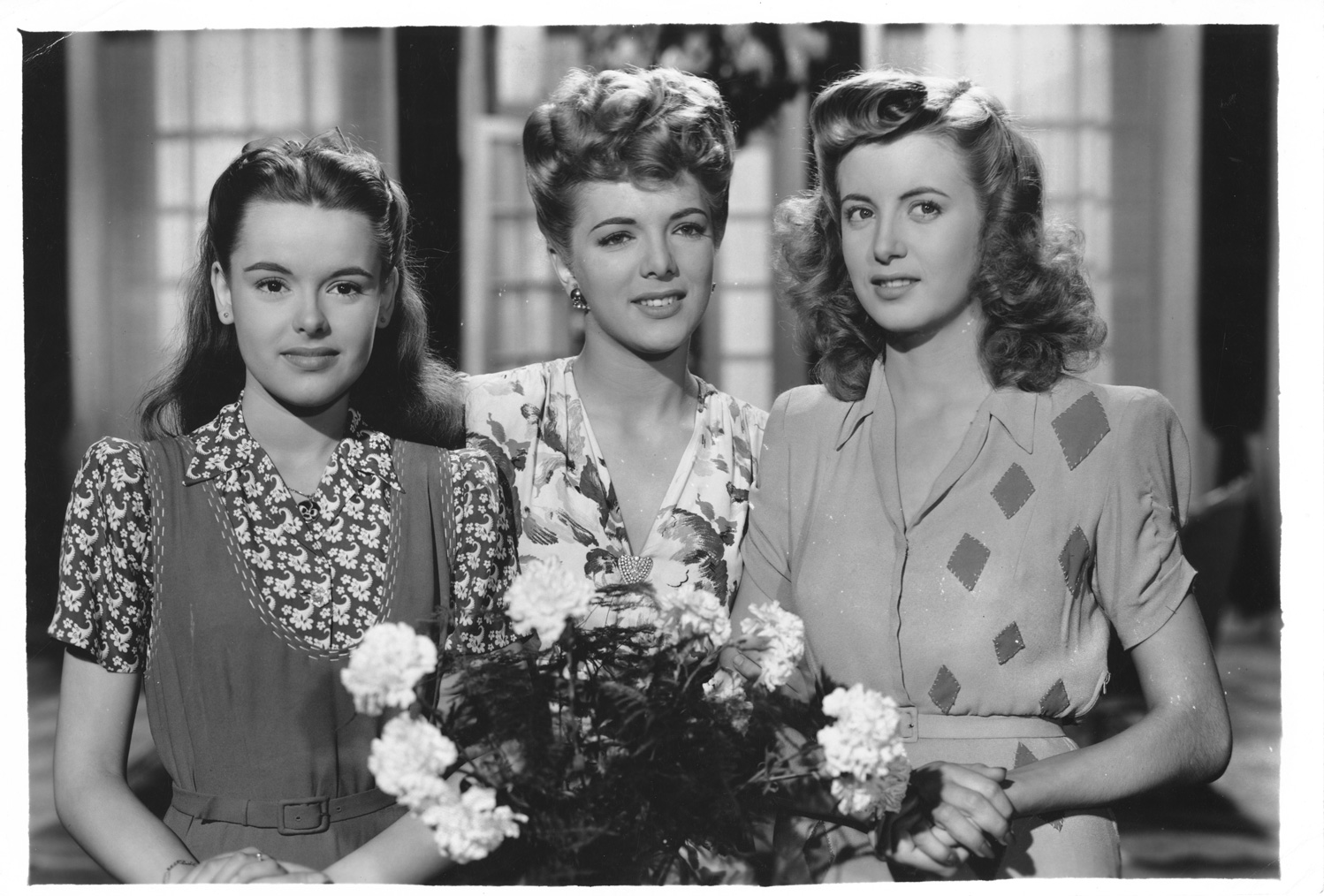
Susana Freyre, Nelly Darén y Rita Juárez en El canto del cisne (1945).

Inició su trabajo en el cine en 1945 en Las seis suegras de Barba Azul, dirigida por Carlos Hugo Christensen (1914-1999), con quien se casó y quien dirigiría la mayoría de las películas en que participó, acompañándola durante su estadía en México.
Entre sus actuaciones se recuerda al personaje de Paula, una aristócrata venida a menos que trabajaba de «call girl» junto a Fernanda Mistral , en el filme Paula cautiva (1963), junto a Duilio Marzio y Lautaro Murúa y dirigida por Fernando Ayala, sobre un cuento de Beatriz Guido, cuya acción transcurría durante una revuelta militar de 1962, y que le valió el Premio Cóndor de Plata de 1964 a la mejor actriz. Allí canta y toca la guitarra (obras de Astor Piazzolla). 
En el teatro protagonizó muchas obras, pudiéndose recordar El hombre de mundo, de Ventura de la Vega, en el Teatro Nacional Cervantes (1969), junto a Esteban Serrador y Rosa Rosen.
Filmó en Argentina, Brasil, Venezuela y México.
En 2003 fue galardonada con el premio a la trayectoria por la Asociación de Cronistas Cinematográficos de la Argentina. El premio lo recibió junto con Elsa Daniel, María Vaner y Duilio Marzio.
En 2012 entregó los premios Cóndor de Plata (en el teatro Avenida, de Buenos Aires).
El 27 de agosto de 2012, en el teatro Tabarís, la Fundación SAGAI le entregó el premio «Reconocimiento a la Trayectoria 2012» a figuras del medio audiovisual mayores de 80 años.

## Filmografía
- 1945: Las seis suegras de Barba Azul (dir. Carlos Hugo Christensen).
- 1945: El canto del cisne (dir. Carlos Hugo Christensen).
- 1946: No salgas esta noche (dir. Arturo García Buhr).
- 1946: El gran amor de Bécquer (dir. Alberto de Zavalía).
- 1947: Con el diablo en el cuerpo (dir. Carlos Hugo Christensen).
- 1948: La novia de la Marina (dir. Benito Perojo).
- 1948: Una atrevida aventurita (dir. Carlos Hugo Christensen).
- 1949: ¿Por qué mintió la cigüeña? (dir. Carlos Hugo Christensen).
- 1950: El demonio es un ángel (dir. Carlos Hugo Christensen).
- 1950: La loca de la casa (dir. Juan Bustillo Oro).
- 1953: Un ángel sin pudor (dir. Carlos Hugo Christensen).
- 1955: Leonora dos sete mares (dir. Carlos Hugo Christensen).
- 1958: Amor para três (dir. Carlos Hugo Christensen).
- 1958: Matemática zero, amor dez (dir. Carlos Hugo Christensen).
- 1959: Mis amores en Río (dir. Carlos Hugo Christensen).
- 1963: Paula cautiva (dir. Fernando Ayala). Con Fernanda Mistral
- 1964: Primero yo (dir. Fernando Ayala).
- 1974: La flor de la mafia (dir. Hugo Moser).

## Televisión
- 1965: Show Standard Electric, miniserie.
- 1966: La búsqueda, serie.
- 1966: El despertar, serie
- 1966: El patio de Tlaquepaque, serie.
- 1966: A orillas del gran silencio.
- 1967: Mujeres en presidio, serie.
- 1974: Enséñame a quererte, serie.
- 1979: Somos nosotros, serie.
- 1982: La búsqueda, un episodio.
- 1983: Cuando es culpable el amor, serie.
- 1984: Entre el amor y el poder, serie